# مواعين البيدار

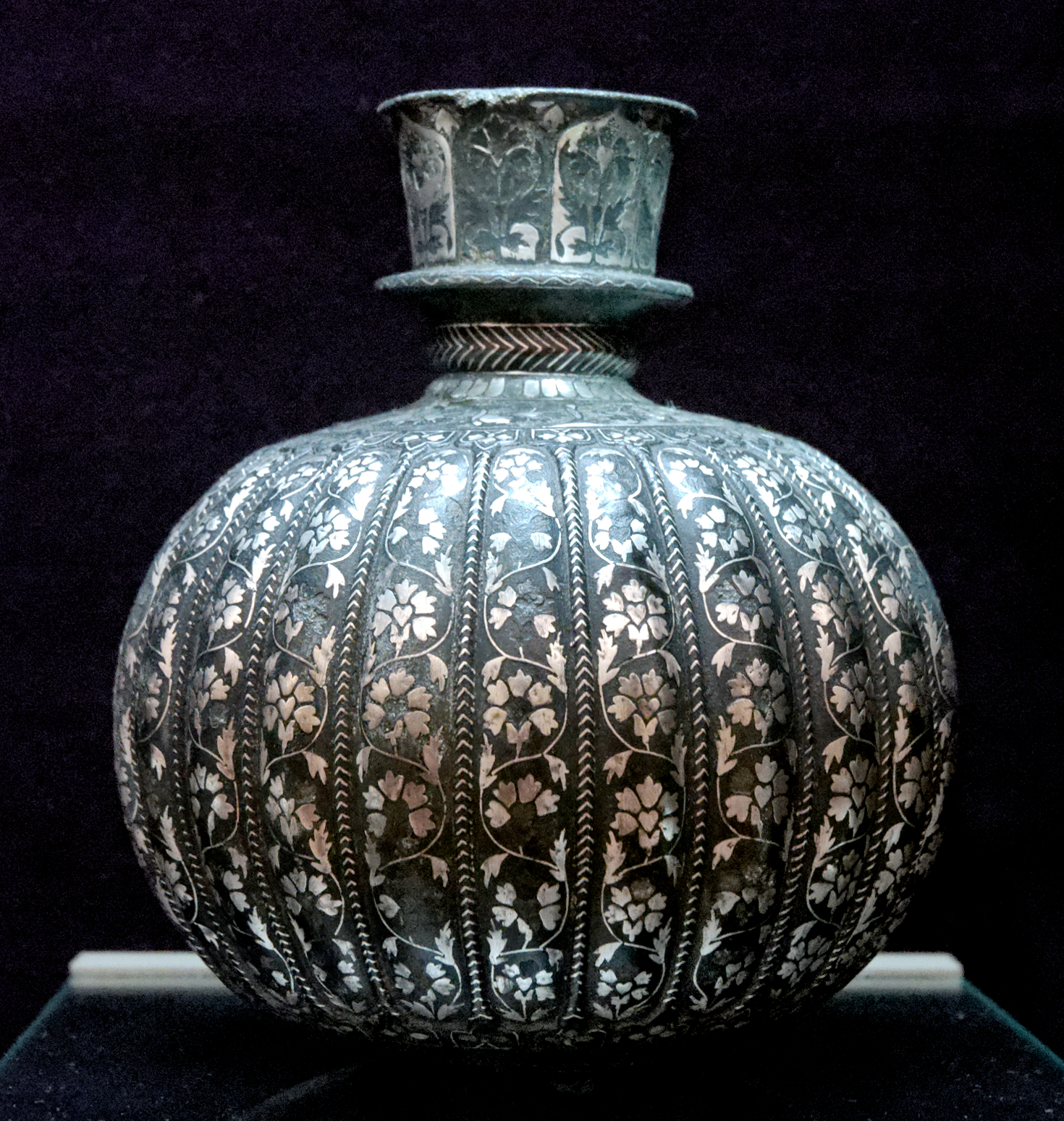
نهاية القرن السابع عشر، بطن شيشة من البيدار في متحف اللوفر

مَواعين البيدار، أواني معدنية مخدومة باليد من بلدة بيدار. جرى تطوير حِرفة البيدار في القرن الرابع عشر الميلادي خلال حكم سلاطين بهمنيون. نشأ مصطلح «مواعين البيدار» أو «حِرفة اليبدار» من بلدة بيدار، التي ما تزال المركز الرئيسي لتصنيع هذه الأواني المعدنية الفريدة. تعتبر مواعين البيدار من أهم الصناعات اليدوية التي تصدرها الهند وتكتسي مكانة كبيرة كونها رمز للثروة وذلك لما تتضمنه من ترصيع فني مدهش. يدخل في صناعتها معدن مسود من الزنك والنحاس مطعم بصفائح رقيقة من الفضة النقية. اكتسب هذا الشكل الفني الأصلي مكانة في سجل المؤشرات الجغرافية (Geographical Indications).

## الأصول
يُنسب أصل مواعين البيدار عادةً إلى سلاطين بهمنيون الذين حكموا بيدار في القرنين الرابع عشر والخامس عشر. تتأثر تقنيات وأسلوب صناعة هذه المواعين بالفن الفارسي. أول من أحضرها إلى الهند كان الصوفي الشهير خواجة معين الدين حسن تشيستي على شكل أواني مطبخ. تطور هذا الشكل الفني في المملكة فقد تمازجت فيه التأثيرات التركية والفارسية والعربية بالأنماط المحلية ما تولد عنه أسلوب فريد خاص. تلقى عبد الله بن قيصر، وهو حرفي من إيران، دعوة من السلطان أحمد شاه بهمنيون للعمل على تزيين القصور الملكية والمحاكم. وفقًا لبعض الروايات، عمل قيصر مع الحرفيين المحليين ما أدى لتطوير حرفة البيدار تحت حكم أحمد شاه وابنه الثاني علاء الدين بهمنيون. لم ينتشر هذا الفن بين الحرفيين المحليين فحسب، بل وصلت شهرته للقاصي والداني وورثته الأجيال مع مرور الوقت.

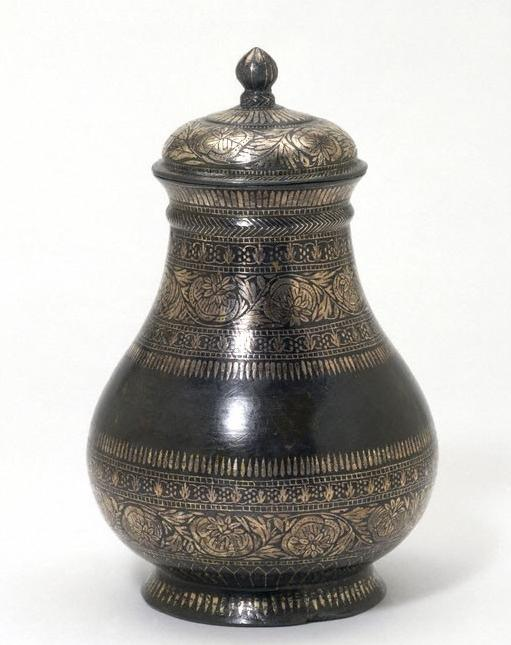
كأس مع غطاء، ماعون بيداري، حوالي 1850 متحف فكتوريا وألبرت

## حرفيو البيدار
ريهامان باتيل، الباحثة الفنية في حرفة البيدار، قالت إن الحائزين على الجوائز أظهروا أيضًا مهاراتهم من خلال عرض أنواع مختلفة من فن البيدار في بلدان أجنبية.
ساهم حرفيون في إيصال هذه الصَّنعة الفنية إلى الاعتراف الوطني والدولي. وفقًا للإحصاء السكاني للهند في عام 1961، كان سيد تاصدوق حسين، الحائز على الجائزة الوطنية الأولى في عام 1969، رئيسًا لجمعية غولستان التعاونية في بيدار. الحائزون على الجوائز الوطنية الأخرى هم عبد الحكيم، ومحمد نجيب خان، وشاه مجيد قادري، ومحمد معز الدين، ومحمد عبد الرؤوف ومحمد سليم الدين.
حاز شاه رشيد أحمد قادري على العديد من الجوائز بما في ذلك الجائزة الوطنية التي حصل عليها في عام 1988، وجائزة ولاية كارناتاكا في عام 1984، وجائزة راجوستافا في عام 2006، وجائزة الإنجاز الهندي العظيم في عام 2004، وجائزة منطقة راجيوتسافا في عام 1996. منحته حكومة الهند جائزة «شيلب غورو» في عام 2015.

## مراحل صنع مواعين اليبدار
تمر صناعة مواعين اليبدار من ثماني مراحل: القولبة ثم السّحل والتنعيم بالمِبرد ثم التصميم بالأزاميل ثم النقش بالإزميل والمطرقة ثم ترصيع الفضة النقية ثم السحل مرة أخرى فالتلميع وأخيراً الأكسدة بالتربة وكلوريد الأمونيوم.
تُصنع مواعين البيدار من سبيكة من النحاس والزنك (بنسبة واحد لـ16) عن طريق الصب. يمنح محتوى الزنك السبيكة لونا أسودا غامقا. أولاً، يتم صنع قالب من تربة قابلة للطرق بإضافة زيت الخروع والراتنج. ثم يُسكب المعدن المنصهر فيه للحصول على قطعة مسبوكة يتم تنعيمها وسحلها لاحقًا باستخدام المبرد. بعدها يُطلى القالب المصبوب بمحلول قوي من كبريتات النحاس للحصول على طلاء أسود مؤقت تُنقش عليه التصميمات يدويا بقلم معدني.
يجري بعد ذلك ربط القالب في ملزمة ويستخدم الحرفي إزميلا صغيرا لنقش التصميم على النحت اليدوي. يتم بعد ذلك طرق الأسلاك الدقيقة أو الأشرطة المسطحة من الفضة النقية بعناية في تلك الأخاديد.
يتم بعد ذلك تعبئة الماعون وصقله وسحله للتخلص من الطلاء الأسود المؤقت. بسبب عملية السحل يصعب التمييز بين الترصيع الفضي والسطح المعدني اللامع الذي أصبح بلون أبيض فضي.
أصبحت مواعين البيدار جاهزة الآن لعملية التكحيل النهائية. تُستخدم تشكيلة خاصة من التربة التي لا تتوفر إلا في الأماكن التي لا يصلها الضوء من قلعة بيدار. يتم خلطه مع كلوريد الأمونيوم والماء لإنتاج عجينة تُفرك بعد ذلك على سطح ماعون البيدار الساخن. يقوم المعجون بتغميق أجزاء من الجسم بينما لا يؤثر على البطانة الفضية.
يُشطف المعجون بعدها ليكشف عن تصميم فضي لامع يتناقض مع السطح الأسود. ثم في لمسة نهائية يوضع الزيت على المنتج النهائي لتعميق الطلاء غير اللامع. يخرج الماعون بلون أسود يتخلله ترصيع فضي لامع.

## صور

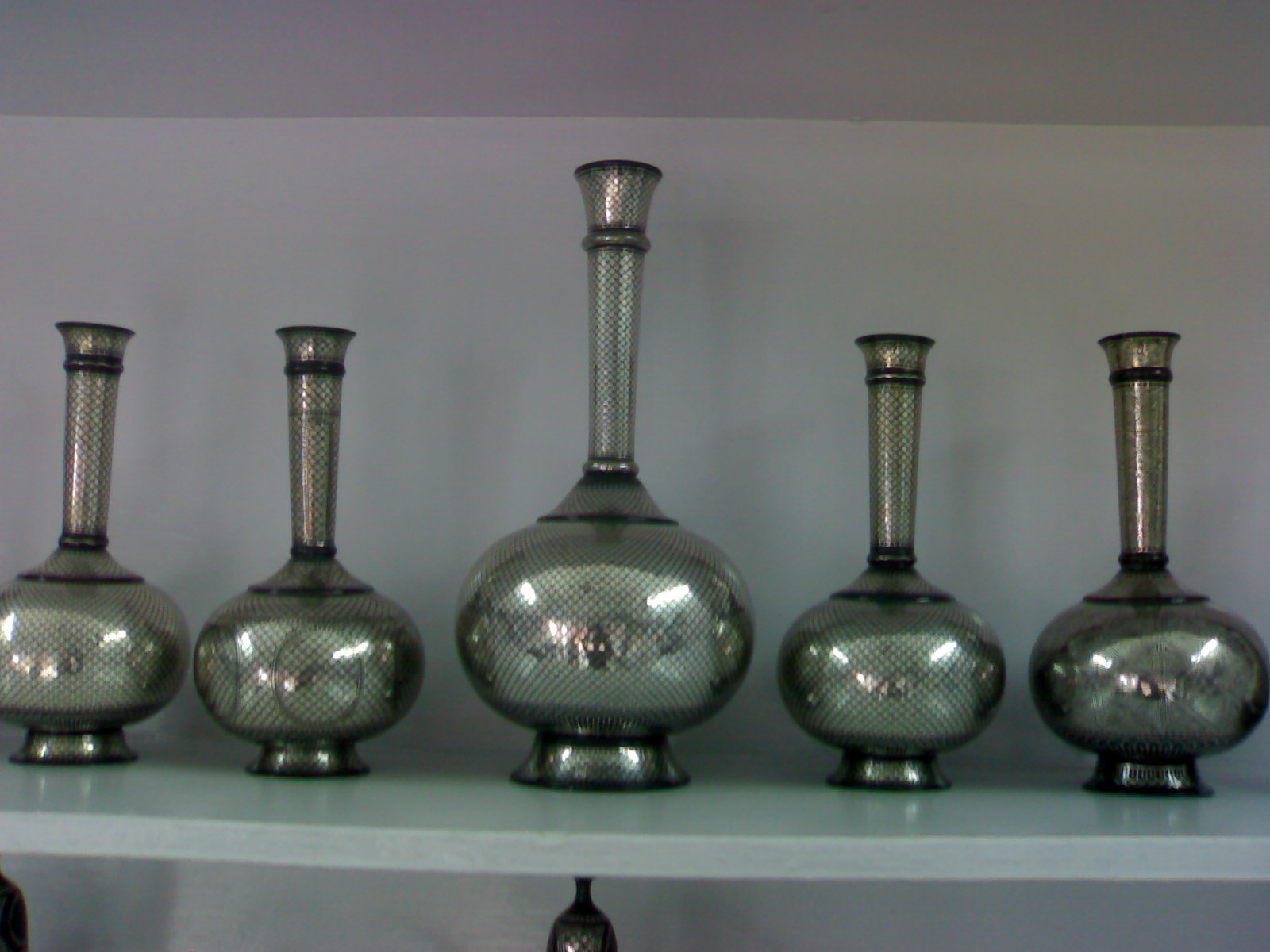
مزهريات بيدار
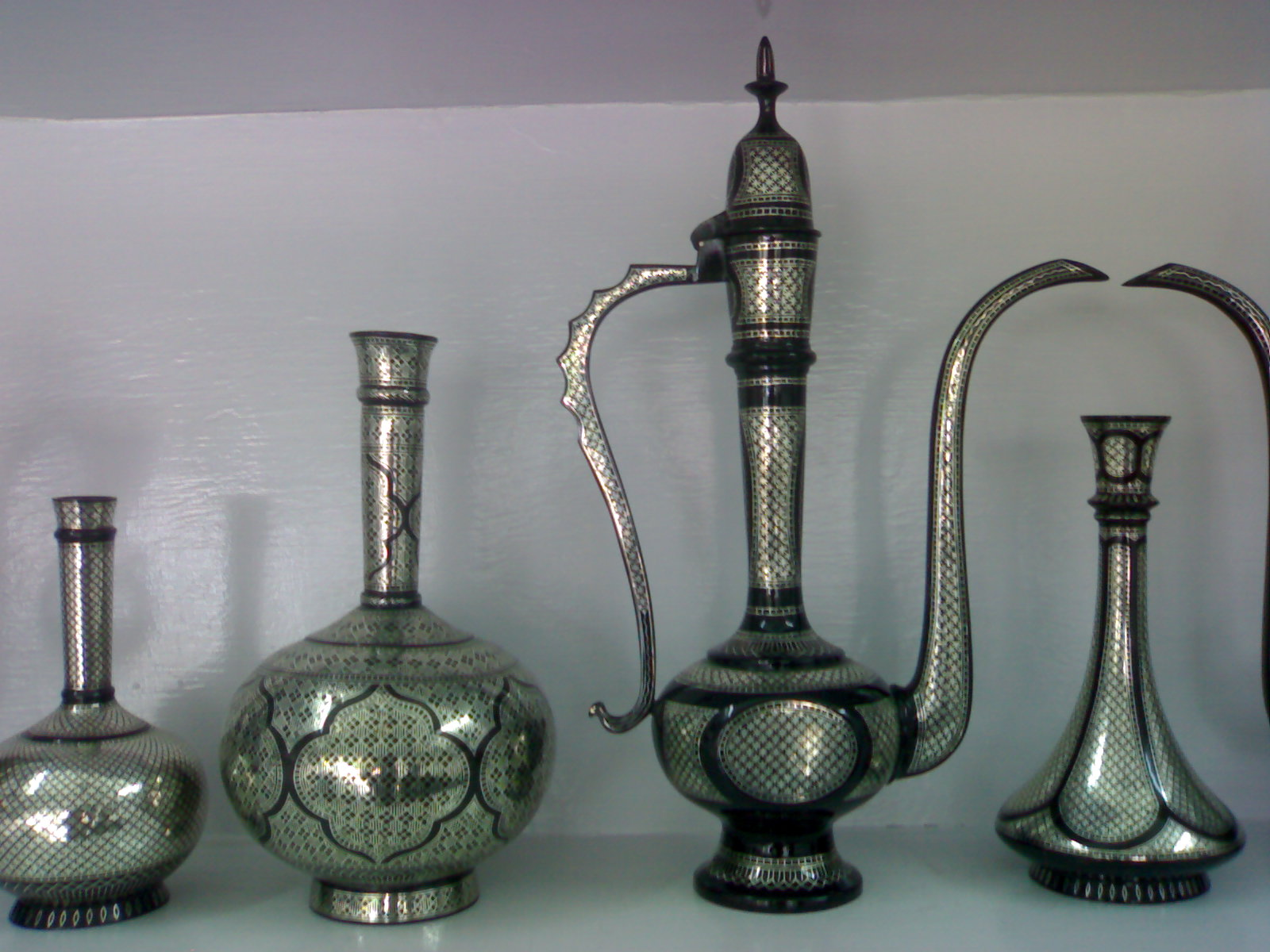
مزهريات ومصافق
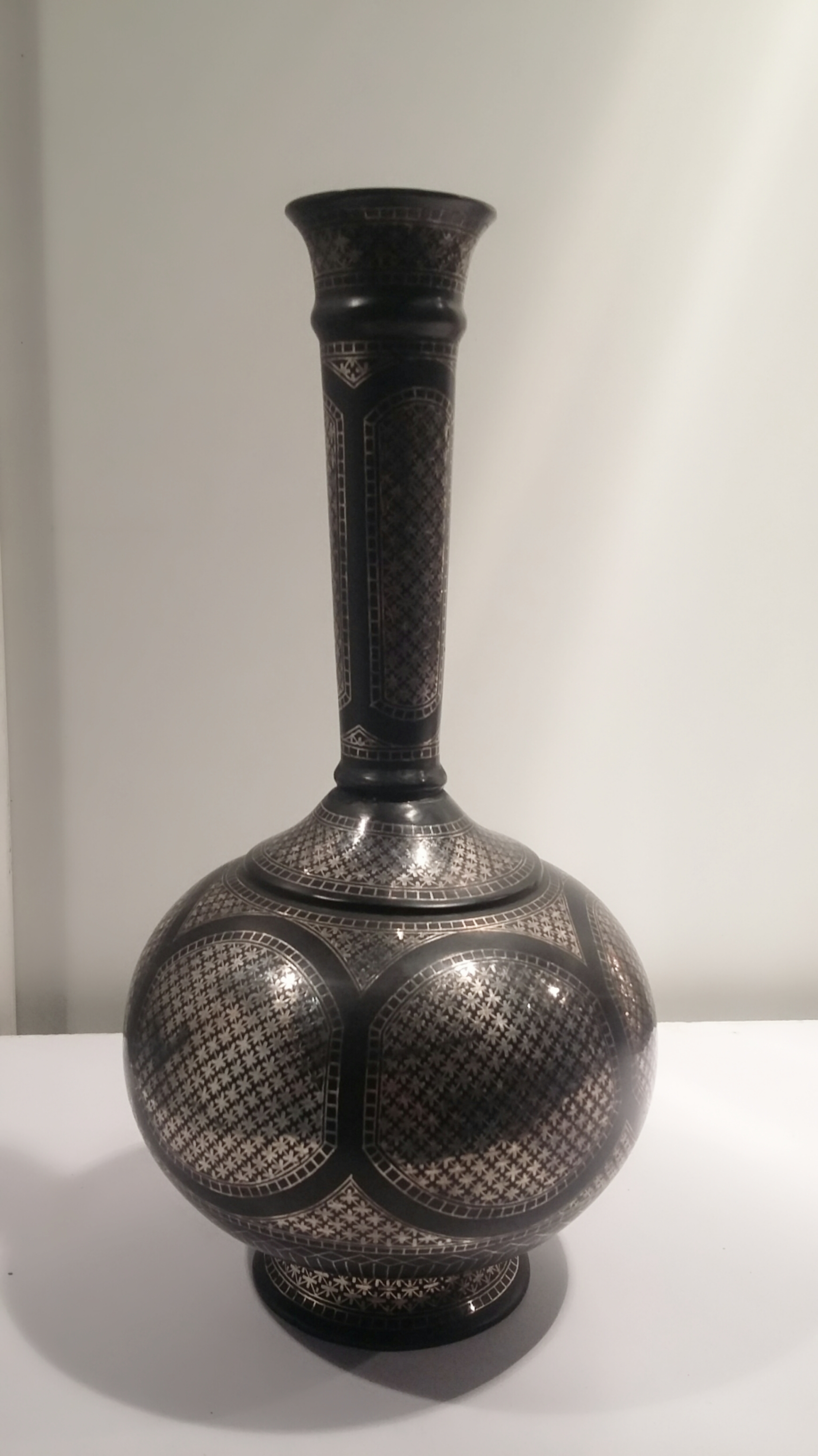
وعاء بيدار
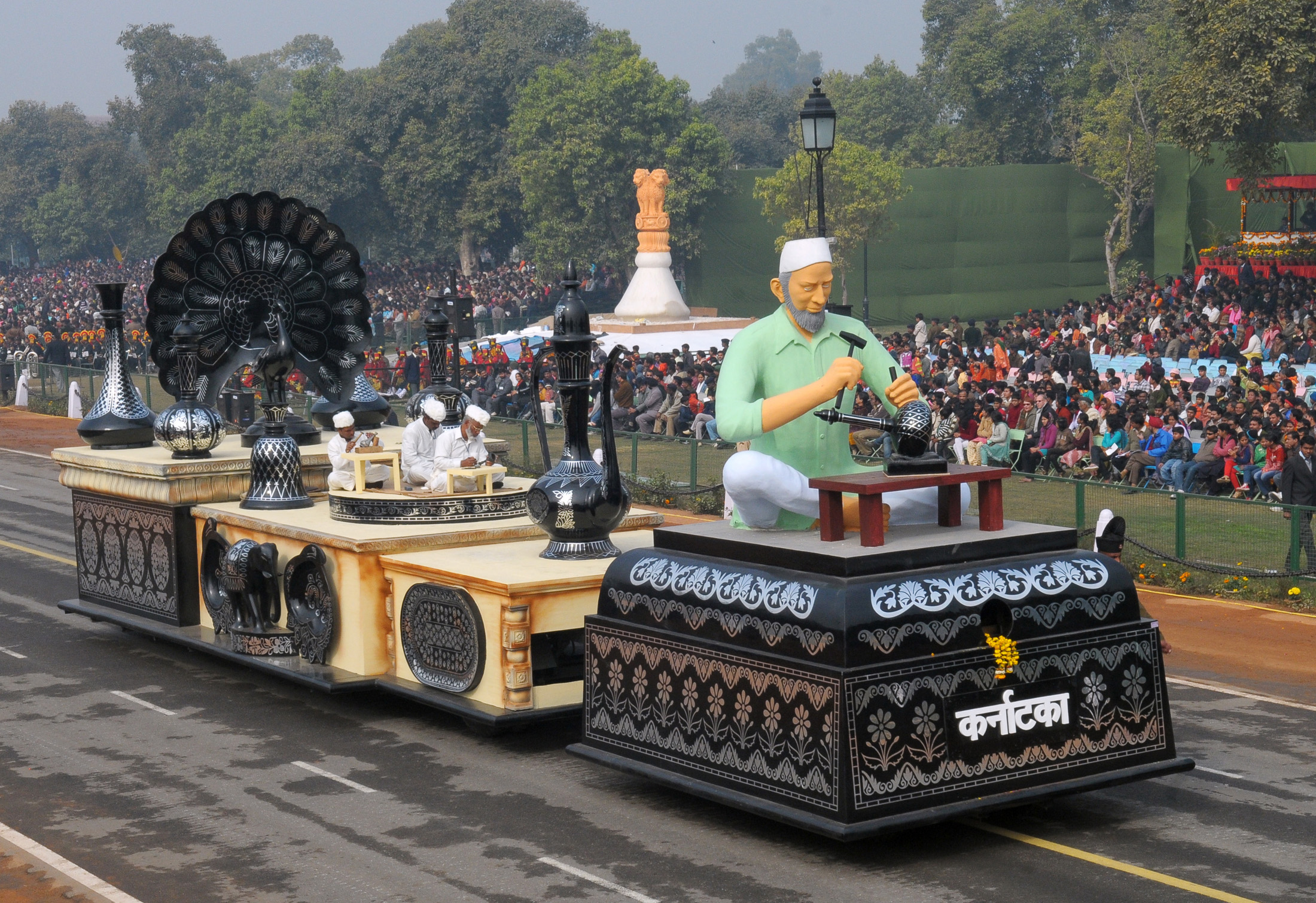
معرض كارناتاكا الذي تصور الحرف اليدوية البيدارية يمر عبر راجباث خلال موكب يوم الجمهورية 2011 في نيودلهي
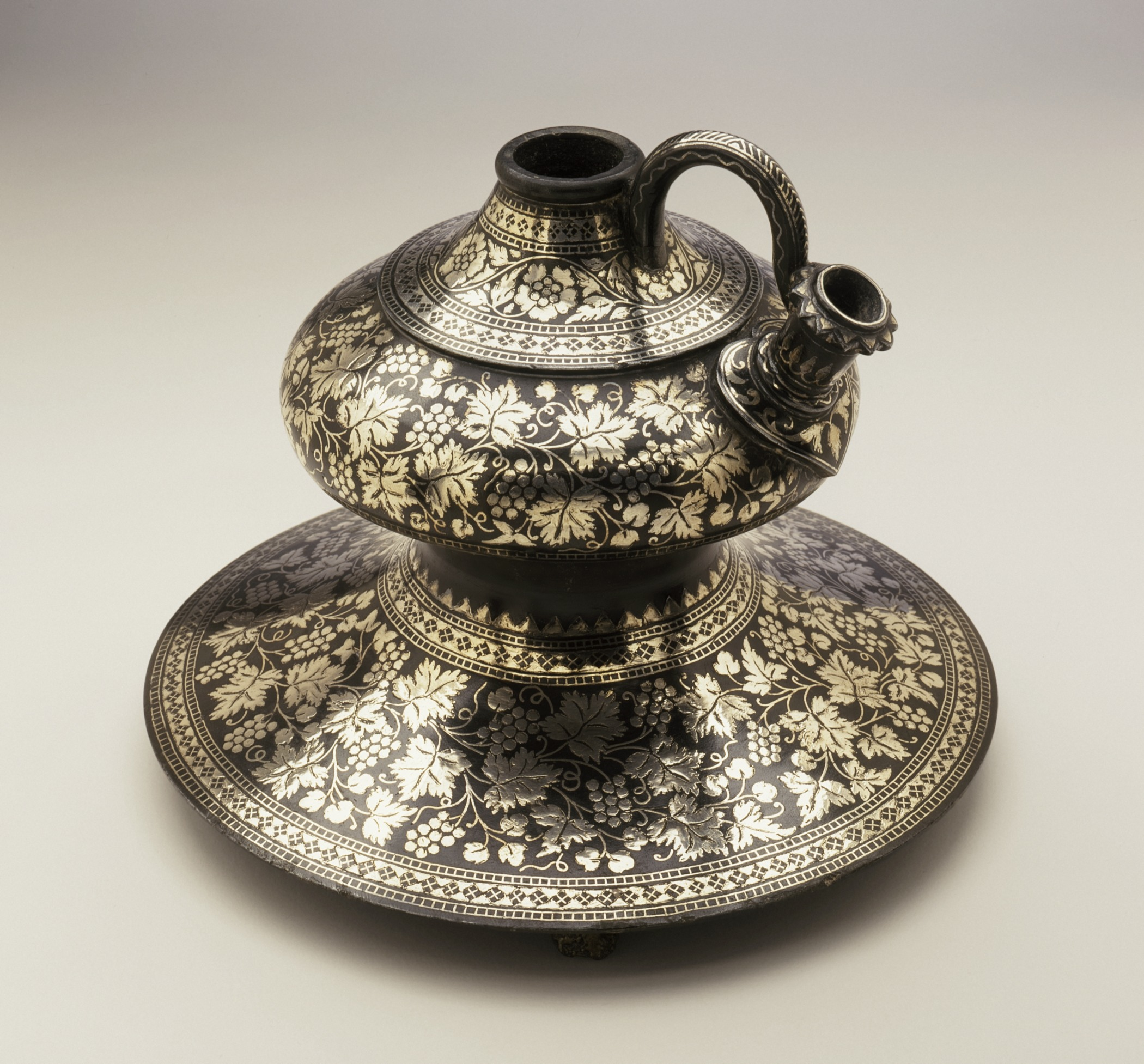
جرة مياه من عام 1775 معروضة في متحف مقاطعة لوس أنجلوس للفنون.

## للاستزادة
- Rehaman Patel, Bidri Art, Karnataka Historical Research Publication, Dharwad, 2017
- Krishna Lal, Catalogue, National Museum Collection Bidri Ware, National Museum of India, New Delhi, 1990
- Susan Stronge, Catalogue, Bidri Ware: Inlaid Metalwork from India, Victoria and Albert Museum, London, 1985
- Narayan Sen, Catalogue on Demascene and Bidri Art, Indian Museum Calcutta, 1983
- Anil Roy Choudhury, Catalogue, Bidriware, Salar Jung Museum, Hyderabad, 1961
- Ghulam Yazdani, Bidar-Its history and monuments, published by Nizam Government, printed at Oxford Press London, 1947

## روابط خارجية
- مقال حول مواعين البيدار في الصحيفة الهندوسية
- جميلة ومذهلة من موقع deccanherald.com
- حول مواعين البيدار على موقع بيدار الرسمي.
- فن البيدار المعدني - حكايات الفن الهندي في عصر المغول